# Équipe d'Australie de Coupe Davis

Pat Rafter en Coupe Davis en 2001

L'équipe d'Australie de Coupe Davis représente l'Australie à la Coupe Davis. Elle est placée sous l'égide de la Fédération australienne de tennis.

## Historique
Créée en 1905, l'équipe d'Australie de Coupe Davis a été 28 fois vainqueure de l'épreuve (en 1907, 1908, 1909, 1911, 1914, 1919, 1939, 1950, 1951, 1952, 1953, 1955, 1956, 1957, 1959, 1960, 1961, 1962, 1964, 1965, 1966, 1967, 1973, 1977, 1983, 1986, 1999, 2003) et 20 fois finaliste faisant d'elle la seconde équipe la plus titrée de la compétition après celle des États-Unis.

## Joueurs notables
La liste ci-dessous reprend les joueurs qui ont disputé au moins dix matchs en Coupe Davis pour l'équipe d'Australie.
La dernière mise à jour a été effectuée à l'issue du 1er tour de la Coupe Davis 2018.
| Joueur             | 1re sélection | Matchs | V-D   | V-D simple | V-D double | Rencontres | Années |
| ------------------ | ------------- | ------ | ----- | ---------- | ---------- | ---------- | ------ |
| Lleyton Hewitt     | 1999          | 79     | 58-21 | 42-14      | 16-7       | 42         | 18     |
| Jack Crawford      | 1928          | 57     | 36-21 | 23-16      | 13-5       | 23         | 8      |
| Adrian Quist       | 1933          | 56     | 43-13 | 24-10      | 19-3       | 28         | 9      |
| John Bromwich      | 1937          | 51     | 39-12 | 19-11      | 20-1       | 23         | 7      |
| Gerald Patterson   | 1919          | 46     | 32-14 | 21-10      | 11-4       | 16         | 6      |
| John Alexander     | 1968          | 41     | 27-14 | 17-9       | 10-5       | 20         | 11     |
| Pat Cash           | 1983          | 41     | 31-10 | 23-7       | 8-3        | 19         | 8      |
| Todd Woodbridge    | 1991          | 41     | 30-11 | 5-4        | 25-7       | 32         | 14     |
| Norman Brookes     | 1905          | 39     | 28-11 | 18-7       | 10-4       | 14         | 9      |
| Roy Emerson        | 1959          | 38     | 34-4  | 21-2       | 13-2       | 18         | 9      |
| James Anderson     | 1919          | 36     | 28-8  | 20-7       | 8-1        | 15         | 5      |
| Mark Woodforde     | 1988          | 36     | 21-15 | 4-10       | 17-5       | 24         | 10     |
| John Newcombe      | 1963          | 34     | 25-9  | 16-7       | 9-2        | 15         | 8      |
| John Fitzgerald    | 1982          | 33     | 19-14 | 11-8       | 8-6        | 23         | 10     |
| Wally Masur        | 1985          | 32     | 17-15 | 16-14      | 1-1        | 16         | 8      |
| Patrick Rafter     | 1994          | 32     | 21-11 | 18-10      | 3-1        | 18         | 8      |
| Paul McNamee       | 1980          | 30     | 19-11 | 12-6       | 7-5        | 17         | 7      |
| Mark Edmondson     | 1977          | 29     | 19-10 | 11-7       | 8-3        | 19         | 8      |
| Wayne Arthurs      | 1999          | 28     | 18-10 | 10-4       | 8-6        | 19         | 8      |
| Frank Sedgman      | 1949          | 28     | 25-3  | 16-3       | 9-0        | 10         | 4      |
| Chris Guccione     | 2005          | 26     | 18-8  | 9-6        | 9-2        | 18         | 9      |
| Vivian McGrath     | 1933          | 26     | 12-14 | 11-12      | 1-2        | 14         | 5      |
| Rod Laver          | 1959          | 24     | 20-4  | 16-4       | 4-0        | 11         | 5      |
| Pat O'Hara Wood    | 1922          | 23     | 17-6  | 9-5        | 8-1        | 9          | 2      |
| Mark Philippoussis | 1995          | 23     | 13-10 | 13-10      | 0-0        | 13         | 8      |
| Ken Rosewall       | 1953          | 22     | 19-3  | 17-2       | 2-1        | 11         | 6      |
| Neale Fraser       | 1958          | 21     | 18-3  | 11-1       | 7-2        | 11         | 6      |
| Lew Hoad           | 1953          | 21     | 17-4  | 10-2       | 7-2        | 9          | 4      |
| Peter McNamara     | 1980          | 21     | 10-11 | 9-7        | 1-4        | 10         | 5      |
| Bernard Tomic      | 2010          | 21     | 17-4  | 17-4       | 0-0        | 12         | 6      |
| John Hawkes        | 1921          | 20     | 11-9  | 6-7        | 5-2        | 10         | 3      |
| Mal Anderson       | 1957          | 19     | 13-6  | 11-3       | 2-3        | 8          | 4      |
| Phil Dent          | 1969          | 19     | 13-6  | 6-2        | 7-4        | 13         | 8      |
| Colin Dibley       | 1971          | 19     | 13-6  | 8-4        | 5-2        | 9          | 3      |
| Tony Roche         | 1964          | 19     | 14-5  | 7-3        | 7-2        | 12         | 9      |
| Bill Sidwell       | 1948          | 18     | 12-6  | 10-5       | 2-1        | 8          | 2      |
| Harry Hopman       | 1928          | 16     | 8-8   | 4-5        | 4-3        | 7          | 3      |
| Fred Stolle        | 1964          | 16     | 13-3  | 10-2       | 3-1        | 6          | 3      |
| Richard Fromberg   | 1990          | 15     | 11-4  | 10-4       | 1-0        | 9          | 6      |
| Nick Kyrgios       | 2013          | 15     | 9-6   | 9-5        | 0-1        | 9          | 6      |
| Jason Stoltenberg  | 1989          | 14     | 9-5   | 9-5        | 0-0        | 8          | 4      |
| Rex Hartwig        | 1953          | 13     | 12-1  | 6-0        | 6-1        | 8          | 3      |
| Sam Groth          | 2014          | 12     | 5-7   | 2-4        | 3-3        | 8          | 4      |
| Paul Hanley        | 2006          | 12     | 8-4   | 0-2        | 8-2        | 10         | 4      |
| Geoff Masters      | 1972          | 11     | 8-3   | 2-0        | 6-3        | 9          | 5      |
| Darren Cahill      | 1988          | 10     | 6-4   | 2-4        | 4-0        | 7          | 4      |
| Peter Luczak       | 2005          | 10     | 4-6   | 4-6        | 0-0        | 7          | 5      |
| Ray Ruffels        | 1968          | 10     | 5-5   | 4-4        | 1-1        | 5          | 3      |

## Joueurs de la campagne 2018
Les joueurs suivants ont été sélectionnés pour disputer la Coupe Davis 2018.
- Nick Kyrgios
- Matthew Ebden
- John Millman
- Alex De Minaur
- John Peers